# Bachus-Polka
Bachus-Polka (Bacchus-polka), op. 38, är en polka av Johann Strauss den yngre. Den spelades första gången den 2 februari 1847 i Sträußl-Saal i Theater in der Josefstadt i Wien.

## Historia
Medan Bacchus (grekernas Dionysos), rusets och vinets gud, inspirerade Johann Strauss den äldre till två kompositioner; Champagner-Galoppe (Op. 8) och Champagner-Walzer (Op. 14); använde hans äldste son temat i desto fler dansstycken. Sättet att stava titeln torde tyda på att det handlar om ett egennamn. Det riktiga hade varit att stava "Bachus" med dubbla "c". 
Den muntra polkan hade premiär vid en "Festival i Bacchi salar" som hölls under påskfastan i februari 1847. Polkan beskriver de överförfriskade och uppsluppna personerna vid en dryckesfest. Den tryckta versionen av polkan kräver att delar av orkestern besjunger "vinets konung": "Bachus, Bachustralalala" och "Der Bachus lebe hoch!" (Länge leve Bacchus), men körsången är numera borttagen i inspelningar. Bachus-Polka höll sig länge på repertoaren och gladde samtiden, särskilt ungdomen.

## Om polkan
Speltiden är ca 2 minuter och 39 sekunder plus minus några sekunder beroende på dirigentens musikaliska tolkning.

## Weblänkar
- Dynastin Strauss 1847 med kommentarer om Bachus-Polka.
- Bachus-Polka i Naxos-utgåvan.